# Konanakallu, Gubbi
Konanakallu là một làng thuộc tehsil Gubbi, huyện Tumkur, bang Karnataka, Ấn Độ.